# Elektrický krb

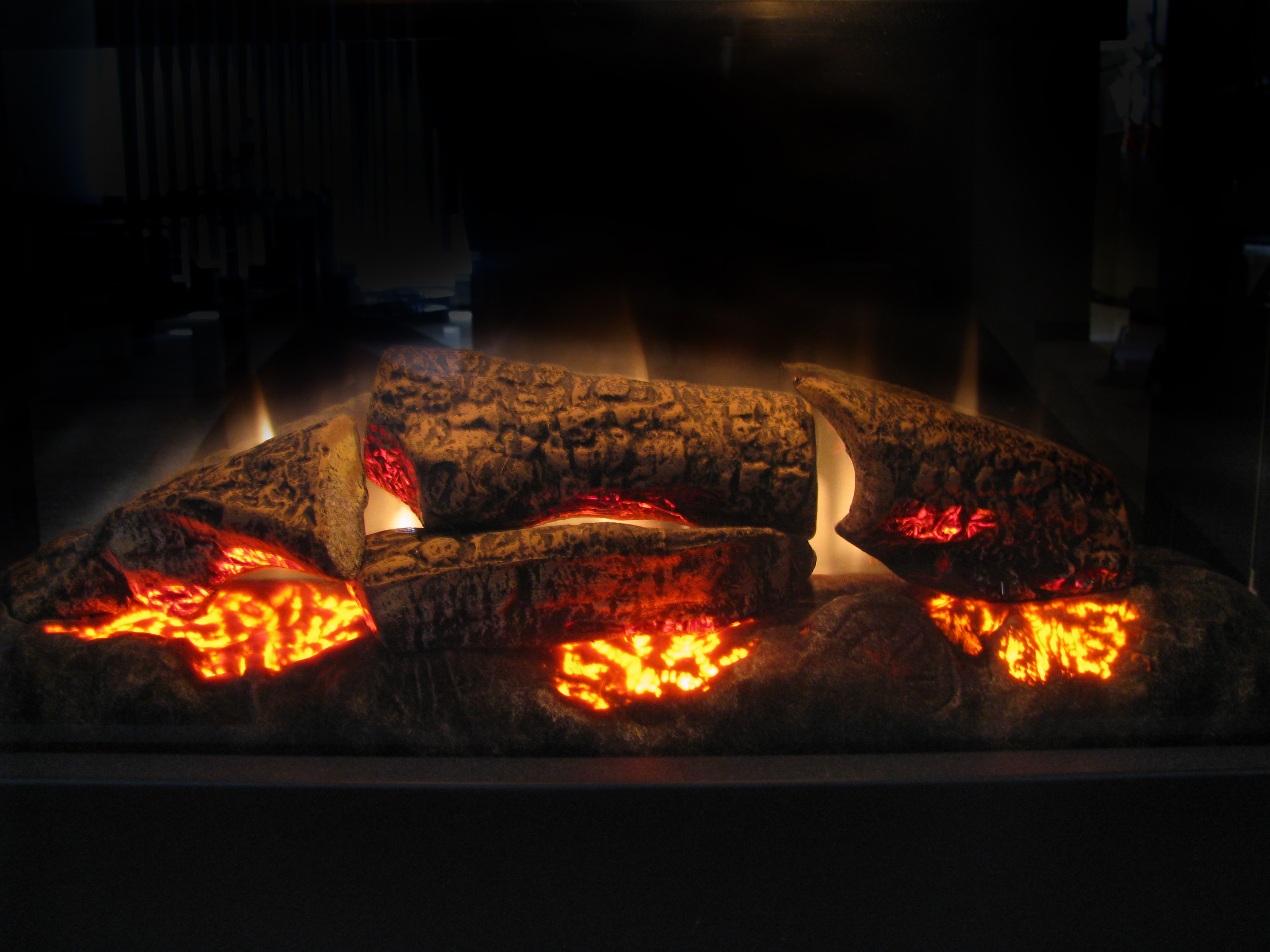
Elektrický krb za provozu

Elektrické krby jsou moderní doplněk interiérů. Nepotřebují žádné komíny, ani žádná tuhá paliva a jsou zcela bezúdržbová. Imitují vzhled/efekt a funkci klasických krbů na tuhá paliva, především dřevo. Své využití naleznou především tam, kde není možné namontovat krb klasický (činžovní domy), ale v poslední době nalézají stále větší ohlas i v rodinných domech, pro jednoduchost užití.

## Používané typy
- volně stojící
- nástěnné
- zabudované do stěny
- krbové vložky

Krbové vložky se vkládají do ostění a tím velice věrně napodobují skutečné krby na dřevo.
Mnoho elektrických krbů je vybaveno vytápěním a slouží tedy i jako doplňkové topení.